# Job Adams Cooper

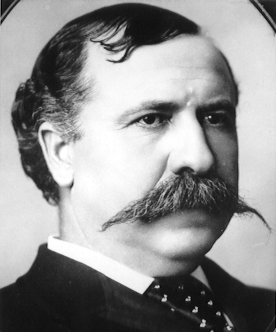
Job Adams Cooper

Job Adams Cooper, född 6 november 1843 i Greenville, Illinois, död 20 januari 1899, var en amerikansk republikansk politiker, advokat och affärsman. Han var guvernör i delstaten Colorado 1889–1891.
Cooper växte upp i Illinois i en familj av engelsk härkomst och studerade vid Knox College. Han deltog i amerikanska inbördeskriget och studerade senare juridik. Han gifte sig 1867 med prästdottern Jane O. Barnes och paret fick fyra barn. Tillsammans med A.C. Phelps flyttade han 1872 till Denver där de grundade advokatbyrån Phelps & Cooper. Advokatbyrån visade sig framgångsrik och Cooper blev verksam inom flera olika näringsgrenar i Colorado.
Cooper besegrade demokraten Thomas M. Patterson i guvernörsvalet 1888 och efterträdde Alva Adams som guvernör i januari 1889. Tretton nya countyn bildades under Coopers ämbetsperiod, bland andra Kit Carson County som fick sitt namn efter nybyggaren Kit Carson. Cooper efterträddes 1891 som guvernör av John Long Routt.
Cooper, som var ordförande för handelskammaren i Denver 1893–1897, avled 1899 och gravsattes på Fairmount Cemetery.